# Bisbat d'Oriola-Alacant
El bisbat o diòcesi d'Oriola - Alacant (en llatí: Dioecesis Oriolensis-Lucentinæ) és una diòcesi catòlica situada al País Valencià. El 2004 tenia 1.155.000 batejats entre els 1.260.000 habitants. El bisbe actual és José Ignacio Munilla Aguirre des del 22 de febrer de 2022.

## Territori

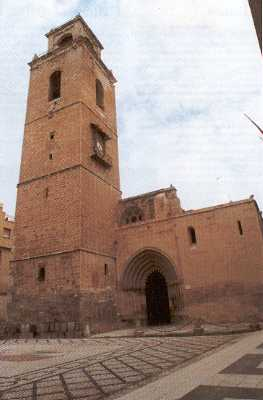
Catedral del Salvador d'Oriola

La Diòcesi comprèn part de la província d'Alacant. La seu episcopal és compartida per Oriola, on es troba la Catedral d'Oriola, i per Alacant on es troba la Catedral de Sant Nicolau.
El Concordat de 1953 i l'intent d'adaptar els bisbats als límits provincials civils va propiciar la configuració actual de la nova diòcesi. Desmembrava del territori de la Diòcesi algunes parts com; la part sud-est de la província de València, amb capital del Vicariat a Aiora i una altra part en la província d'Albacete amb capital de l'Arxiprestat a Cabdet. La primera fou entregada a l'Arxidiòcesi de València a la dècada dels seixanta unint a canvi a la Diòcesi d'Oriola el Vicariat V. El territori de Cabdet fou segregat junt a part del territori de la diòcesi de Cartagena i l'arxidiòcesi de Toledo per a crear la diòcesi d'Albacete.
El territori es reparteix entre 207 parròquies, agrupades en 22 arxiprestats, a la vegada agrupats en 5 vicariats.
És sufragània de l'arxidiòcesi de València.

## Història
L'erecció de la diòcesi d'Oriola fou precedida per dos intents anteriors que no tingueren èxit. La ciutat d'Oriola mantingué un important plet durant segles per aconseguir la segregació de la diòcesi de Cartagena, en haver de desplaçar-se els feligresos fins a terres castellanes. En els inicis d'aquests intents fins i tot els reis d'Aragó volgueren segregar la part valenciana i incorporar-la a una nova seu bisbal de Xàtiva. Aquest plet fou costós i llarg en el temps sent sufragat en dues terceres parts pel Consell de la ciutat i la part restant pel Governador. En aconseguir l'elevació a Col·legiata, la ciutat va sol·licitar un Vicari general, Vicari atorgat per l'antipapa Fèlix V (Antipapa eixit del Concili de Basilea). Tot i així es va presentar l'oportunitat d'aconseguir la segregació definitiva.
El concili de Basilea-Ferrara-Constança que es trobava reunit va segregar de la Diòcesi de Cartagena la d'Oriola per petició del rei Alfons el Magnànim, elevant la Col·legiata a Catedral, havent-se designat com primer bisbe a un descendent de la família Corella (comtes de Cocentaina). Però el Rei castellà va protestar davant del papa Eugeni IV aquest va desautoritzar al Concili, agregant una altra vegada el territori de la Diòcesi d'Oriola a la de Cartagena en promulgar una butlla revocant tot el que havia fet el concili, butlla dictada l'11 d'octubre del 1443.
El papa Calixt III va confirmar l'existència del Vicari general amb seu a la Col·legiata, però a pesar del seu origen valencià i seua defensa de la causa oriolana durant el seu pontificat com a arquebisbe de València, no va segregar el territori de la governació de la Diòcesi de Cartagena.
En el 1510, el Papa Juli II va elevar a Catedral a la col·legiata del Salvador i Santa Maria, tenint per tant la diòcesi de Cartagena dues Catedrals. Amb l'elevació a catedral va obtindre el rang de basílica.
A començaments del XVI el rei Ferran el Catòlic va requerir l'erecció d'una diòcesi per a posar fi a l'enfrontament entre les ciutats d'Oriola i Cartagena, i va obtindre del papa Juli II una butlla de creació el 13 de maig del 1510, davant les noves protestes de Cartagena, el papa Lleó X va anul·lar de nou la seu l'1 d'abril del 1518. Però, després d'açò, no és nomenat un bisbe propi per a la càtedra oriolana, sinó que roman unida a la seu de Cartagena in persona episcopi (és a dir que a pesar de ser dues diòcesis diferents el bisbe és la mateixa persona, que té ambdós càrrecs).

Durant la reunió de corts a Montsó, el primat de Catalunya i president del braç eclesiàstic, l'arquebisbe de Tarragona, Ferran de Lloaces i Peres, oriolà de naixement i de gran prestigi davant el rei Felip II i son pare Carles V, va aconseguir que el rei sol·licitara al papa Pius IV la segregació definitiva de la Diòcesi d'Oriola.

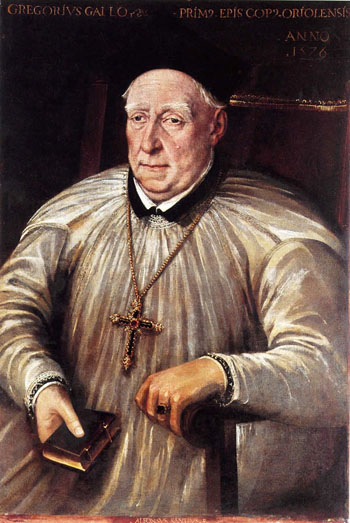
Rertat del primer bisbe de la diòcesi, Gregorio Gallo, atribuït a Sánchez Coello.

Finalment la diòcesi va nàixer el 14 de juliol del 1564 per butlla del papa Pius IV, sobre part del territori de la diòcesi de Cartagena. La butlla de l'oposició del clergat de Cartagena no es va conèixer a la nova catedral d'Oriola fins a l'1 de maig del 1565. Abastava la Governació d'Oriola i part de la Governació de València, sent el seu primer prelat el bisbe Gregorio Gallo.
En el 1569 se celebrà el primer sínode diocesà, en el qual es va discutir principalment el problema de la conversió dels moriscs i dels seus fills. El mateix any, el Col·legi de Sant Domènec s'eleva al rang d'universitat pontifícia per butlla del papa Pius V, del 4 d'agost. Obtingué el títol de real i va ampliar els seus estudis universitaris en el 1610: Teologia, dret canònic, dret civil, arts i medicina. Es va suprimir en el 1824.
En el 1600 un segon sínode diocesà reprendrà el tema de la conversió dels moriscos, mentre que el tercer i últim discutirà la reforma dels costums dels eclesiàstics.
El Seminari diocesà, previst en el Sínode de 1569, es va fundar a Oriola en el 1742 i en la segona meitat del mateix segle fou dotat d'una biblioteca important, sobretot pel bisbe José Tormo Juliá.
En el 1820 el bisbe Simón López fou castigat a l'exili per la seua oposició al govern liberal. Fou escollit com a administrador Félix Herrero Valverde, a pesar de l'oposició de l'ala liberal del capitol. En el 1835 Herrero Valverde, escollit bisbe, fou exiliat també, pel mateix motiu que el su antecessor. No tornarà des de l'exili a Itàlia fins al 1847, després d'haver jurat obediència a la Reina Isabel II d'Espanya i a la Constitució.
En el 1882 es va fundar el butlletí oficial de la Diòcesi i als volts del segle xx es fundaren importants obres socials, com la Caixa de Socors Mutu i la Caixa d'Estalvis i Mont de Pietat.
A partir del 1935, el bisbe Irastorza fou autoritzat per la santa Seu a residir fora de la diòcesi i Juan de Dios Ponce i Pozo, vicari general, fou nomenat administrador apostòlic seu plena. Fou assassinat el 2 de desembre del 1936, durant la Guerra Civil, en la qual també foren executats altres 54 sacerdots de la diòcesi. Monseñor Irastorza va tornar a la diòcesi en el 1939.
En la dècada del 1950 fou necessari reorganitzar la diòcesi, a partir del seminari, per a la formació de nous sacerdots que pogueren suplir la carència d'eclesiàstics consecutiva a la Guerra Civil.
El 9 de març del 1959 la Col·legiata de Sant Nicolau de Bari fou elevada al rang de cocatedral i la diòcesi pren el nom actual. Al gener del 1968 el bisbe i la cúria es traslladen a Alacant i l'any següent es trasllada també part del seminari.

## Edifícis
| Edifici                                                           | Advocació                                                                          | Lloc    |
| Catedral d'Oriola                                                 | Abans del segle xvii Sant Salvador i Santa Maria. Des del segle xvii Sant Salvador | Oriola  |
| Cocatedral                                                        | Sant Nicolau de Bari                                                               | Alacant |
| Palau Episcopal d'Oriola                                          |                                                                                    | Oriola  |
| Col·legi del Patriarca Loazes                                     | Sant Domènec de Guzman                                                             | Oriola  |
| Seminari Diocesà de la Immaculada Concepció i Príncep Sant Miquel | Immaculada Concepció i Sant Miquel Arcàngel                                        | Oriola  |
| Basílica Menor de Santa Maria                                     | Santa Maria de l'Assumpció                                                         | Elx     |
| Santuari de Nostra Senyora de Monserrate                          | Nostra Senyora de Monserrate                                                       | Oriola  |